# American Capitalist
Az American Capitalist a Five Finger Death Punch amerikai heavy metal banda harmadik lemeze. Az a banda első olyan lemeze, amin nem Matt Snell basszerozik, mivel ő 2010 decemberében kivált a csapatból. 2011. július 27-én jelent meg az első kislemez az albumról, ez az "Under and Over It" volt, amihez azóta klipet is készítettek. Az album harmadik helyen debütált a Billboard 200-on, több mint 90.000 eladott példánnyal. 2012 februárjáig több mint 310.000 darabot adtak el belőle az USA-ban.

## Fontosabb dalok
Under and Over It
Miután megjelentették az "Under and Over It"et, mint az album legelső kislemezét, a dal töretlen sikernek örvendett. A Billboar Hot Mainstream Rock Tracks listáján az ötödik pozícióig jutott, a Rock Song csatornán huszadik lett, és még a Billboard Hot 100-ban is megjelent. 2011-ben, júliustól novemberig a Sirius-XM rádió Octanne műsorában első helyezett volt.
The Pride
A "The Pride", magyarul "A Falka", mivel itt a címen nem a pride gyakoribb jelentését, a büszkeséget értjük, hanem a ritkább jelentését, ami a falka. az album harmadik nótája. Ez egy úgynevezett "listadal", ami azt jelenti, hogy a szövege különböző dolgok felsorolásából áll. Jelen esetben amerikai találmányokat, embereket sorol fel. 

Ezek, sorrendben: Johnny Cash, PBR, Jack Daniel’s, NASCAR, Facebook, Myspace, iPod, Bill Gates, Smith & Wesson, NRA, Firewater, Pale Face, Dimebag Darrell, Tupac Shakur, Heavy metal Hiphop.
Majd a második versszak: Disneyland, Fehér Ház, JFK, Mickey egér, John Wayne, Springsteen, Clint Eastwood, James Dean, Coca-Cola, Pepsi, Playboy, Text ME NFL, NBA, Brett Favre, King James.
Báthory Zoltán így magyarázta egy interjúban a szám jelentését: 
Lehetsz zebra, vagy csatlakozhatsz az oroszlánfalkához. A körülmények, a lustaság, és a középszerűség ellen kell lázadnod, nem a rendszer ellen.
Coming Down
A "Coming Down" eddig az utolsó kislemez az albumról, 2012 májusában jelent meg. Klipet is forgattak hozzá, amely szintén nagy sikernek örvend, mind az interneten, mind a televízióban.
Remember Everything
A "Remember Everything" az album harmadik kislemezeként jelent meg, 2011 novemberében. Az énekes, Ivan Moody írta, ő ezt állítja. Klipet is forgattak hozzá.

## Kritikai fogadtatás
Az albumot kedvező kritikai fogadtatás övezte, az emberek elégedettek vele. Akadnak, nagyon kevesen, de akadnak, akik azt mondják, hogy a Five Finger Death Punch puhább lett az évek során, ám ez nem igaz, egyáltalán nem ez történt, csak jóval kiforrottabb hangzása lett a bandának.

## Fordítás
- Ez a szócikk részben vagy egészben  az   American Capitalist című angol Wikipédia-szócikk fordításán alapul.  Az eredeti cikk szerkesztőit annak laptörténete sorolja fel. Ez a jelzés csupán a megfogalmazás eredetét és a szerzői jogokat jelzi, nem szolgál a cikkben szereplő információk forrásmegjelöléseként.